# Hreša
Hreša är ett samhälle i Bosnien och Hercegovina.   Det ligger i entiteten Republika Srpska, i den centrala delen av landet, 12 km öster om huvudstaden Sarajevo. Hreša ligger 1 063 meter över havet och antalet invånare är 211.
Terrängen runt Hreša är kuperad.Runt Hreša är det ganska tätbefolkat, med 67 invånare per kvadratkilometer.. Närmaste större samhälle är Sarajevo, 11,7 km väster om Hreša. 
Omgivningarna runt Hreša är en mosaik av jordbruksmark och naturlig växtlighet.